# Манчестер (Мисури)
Манчестер (енгл. Manchester) град је у америчкој савезној држави Мисури.

## Демографија
По попису из 2010. године број становника је 18.094, што је 1.067 (-5,6%) становника мање него 2000. године.
| Група             | 2000.          | 2010.          |
| Белци             | 17.355 (90,6%) | 15.543 (85,9%) |
| Афроамериканци    | 463 (2,4%)     | 565 (3,1%)     |
| Азијати           | 830 (4,3%)     | 1.079 (6,0%)   |
| Хиспаноамериканци | 292 (1,5%)     | 525 (2,9%)     |
| Укупно            | 19.161         | 18.094         |